# (469361) 2001 HY65
(469361) 2001 HY65 est un objet transneptunien de la famille des cubewanos. 

## Caractéristiques
(469361) 2001 HY65 mesure environ 231 km de diamètre.